# Sonic the Hedgehog (jeu vidéo, 1991, version 16 bits)
Cet article concerne la version 16 bits. Pour la version 8 bits, voir Sonic the Hedgehog (jeu vidéo, 1991, version 8 bits). Pour le jeu de 2006, voir Sonic the Hedgehog (jeu vidéo, 2006). Pour la série de jeux vidéo, voir Sonic the Hedgehog.
Pour les articles homonymes, voir Sonic the Hedgehog (homonymie).
Sonic the Hedgehog est un jeu vidéo de plates-formes développé par la Sonic Team et édité par Sega sorti en 1991 sur Mega Drive. Il s'agit du tout premier jeu dans lequel figure Sonic, le hérisson bleu éponyme, et mascotte de Sega, en tant que personnage jouable, le premier jeu dans lequel il est apparu étant Rad Mobile (en). Le jeu est adapté par Ancient et édité par Sega en 1991 sur Master System et Game Gear, également sous le titre Sonic the Hedgehog.

## Trame
Dr Ivo Robotnik, le scientifique fou, capture d'innocents animaux et en fait de maléfiques robots. Seul un héros tenace pourra mettre fin au dessein diabolique du dément scientifique. C'est Sonic, un hérisson bleu capable de courir à la vitesse du son, qui tentera de l'arrêter dans sa base secrète et sauvera tous les animaux de l'île de South Island.

## Système de jeu
Sonic the Hedgehog est un jeu de plates-formes à scrolling multidirectionnel. Le gameplay se focalise sur la vitesse de Sonic, le level design des niveaux se constitue de pentes, de looping vertical et des ressorts qui permettent à Sonic de (re)gagner en accélération. Les points de vie de Sonic sont représentés par des anneaux qu'il collecte durant l'aventure en éliminant des ennemis ou en récupérant des bonus. Si Sonic se fait toucher, tous ses anneaux se dispersent et il n'a que quelques secondes pour en récupérer le plus possible,. S'il se fait toucher alors qu'il ne possède aucun anneau, il perd une vie et le joueur devra recommencer le niveau. Le joueur peut gagner une vie en récoltant 100 anneaux,,.
Le bestiaire du jeu se compose principalement de robots, où sont enfermés des animaux par le Dr. Robotnik. En plus de ces ennemis, Sonic peut être touché s'il se heurte à des pointes, il peut être écrasé par des murs ou des plateformes mobiles et peut même se noyer dans les zones aquatiques. La noyade peut-être évitée en respirant les bulles d'air,. Sonic the Hedgehog contient des objets spéciaux disséminés dans les niveaux sont représentés par des téléviseurs. Chaque objet possède une image qui indique un type de bonus, et le joueur doit sauter sur l'objet pour le récupérer. Les bonus varient, le « Super Ring » octroie 10 anneaux supplémentaires au joueur, le bouclier protège Sonic d'un danger une seule fois, les chaussures magiques augmentent sa vitesse au maximum et l'invincibilité le rend temporairement invincible,,.

### Niveaux du jeu
Le jeu est divisé en six zones principales où chaque zone se déroule dans un décors différent,. Chaque niveau est divisé en trois actes,. Ces zones se démarquent par la présence de boucles, de rampes, de ressorts ou encore de virages. À la fin du troisième acte de chaque zone principale, le joueur affronte le Dr. Robotnik pour un combat de boss. Le premier niveau est la zone de Green Hill (colline verte), des guêpes, des coccinelles et de crabes robotisés s'opposeront à Sonic,,. Marble Zone (zone de marbre) est le second niveau, constitué de ruines antiques construites sur de la lave. Le troisième niveau, Spring Yard Zone (zone de la cour à ressorts), se passe dans une ville remplie de ressorts et de plates-formes,. Labyrinth Zone (zone du labyrinthe), qui est la quatrième zone du jeu, est un niveau aquatique qui se déroule dans des ruines inondées. Sonic ne pouvant pas respirer sous l'eau, il doit régulièrement avaler des bulles d'air présentes à certains endroits ou remonter à la surface pour ne pas se noyer,. La cinquième zone, Star Light Zone (zone de la lumière stellaire), se déroule dans une ville illuminée la nuit. L'avant dernière zone, Scrap Brain Zone (zone du cerveau dérangé), se déroule dans un complexe industriel servant de base à Eggman. Cette zone ne comporte pas de boss et à la fin du troisième acte, Sonic rejoint directement le niveau final. La dernière zone est le niveau final où Sonic affronte Robotnik,.

### Niveaux spéciaux et Émeraudes du chaos
Lorsque le joueur atteint la fin d'un niveau avec au moins 50 anneaux, il peut sauter dans un anneau géant  qui l'emmène dans un niveau spécial, appelé Special Stage,. Ce dernier ressemble à un labyrinthe flottant qui tourne sur lui-même. Sonic doit s'y frayer un chemin jusqu'à une Émeraude du Chaos. Il y en a six à récupérer dans tout le jeu. Ces joyaux (les Émeraudes du Chaos) ont de mystérieux pouvoirs et les posséder tous modifiera la fin du jeu. Si 50 anneaux sont recueillis avant que Sonic touche un panneau GOAL ou obtienne l’Émeraude du Chaos, un Continue sera attribué au joueur en sortant du niveau. Il y a au total dix occasions d'obtenir une Émeraude du Chaos, ce qui signifie que le joueur peut manquer un stage bonus quatre fois s'ils souhaite récupérer les six émeraudes restantes avant la fin du jeu,.
Sur les versions Game Gear et Master System du jeu, l'étape spéciale est une sorte de flipper géant truffé de ressorts où le joueur a environ une minute pour le traverser, sinon tous les bonus accumulés seront perdus. Cette étape spéciale permet au joueur de gagner un continue et une vie supplémentaire. Pour y accéder, il faut passer le panneau de fin de niveau avec plus de cinquante anneaux. Quant aux Émeraudes du Chaos, elles doivent être trouvées dans les zones elles-mêmes dans l'acte 1 ou 2.

## Développement
Alors que Mario est déjà depuis les années 1980 le symbole des machines Nintendo, en 1991, Sega a pour mascotte Alex Kidd, mais ce dernier ne fait pas le poids face à Mario.
Sega décide donc de créer un personnage attachant qui pourrait devenir la nouvelle mascotte de la firme. Un concours est organisé dans l'entreprise et plusieurs personnages sont proposés. Il y a, outre Sonic, un tatou (qui sera plus tard repris pour le personnage de Mighty the Armadillo), un loup, un bulldog, un lapin (censé pouvoir étirer ses oreilles pour attraper des objets, une idée qui sera incorporée dans Ristar), et un homme moustachu, caricature de Theodore Roosevelt en pyjama, qui devient par la suite Eggman (le Dr Robotnik), le méchant de la plupart des jeux de la série.
L'annonce du jeu est faite et Sonic figure sur l'affiche du groupe de rock qui a composé les thèmes musicaux du jeu, Dreams Come True.
Sonic the Hedgehog est publié en Europe le 21 juin 1991,, le 23 juin 1991 aux États-Unis et le 26 juillet 1991 au Japon dans version légèrement retouchée.
Sonic the Hedgehog se démarque des jeux Mario en proposant un gameplay différent, fondé sur la vitesse, utilisant un moyen d'accélérer le scrolling inventé par Yuji Naka.
Équipe de développement
- Game Plan : Hirokazu Yasuhara (Carol Yas)
- Program : Yuji Naka (YU2)
- Character Design : Naoto Ōshima (BigIsland)
- Design : Jinya Itoh, Rieko Kodama (Phenix Rie)
- Production sonore : Masato Nakamura
- Sound Program : Hiroshi Kubota (Jimita), Yukifumi Makino (Macky)

## Accueil
- Consoles + : 19/20 [12]
- Player One : 96 %[13]

En 2011, le site français Jeuxvideo.com classe Sonic the Hedgehog en 91e position dans sa liste des 100 meilleurs jeux de tous les temps.
Le jeu s'est vendu à 15 millions d'exemplaires sur Mega Drive ou encore à 1,54 million d'exemplaires sur la Xbox 360.

## Rééditions
Le jeu est par la suite adapté sur Master System et Game Gear dans une version inférieure techniquement, notamment par rapport à la grandeur des sprites mais aussi l'absence remarqué de loopings (le premier jeu Sonic sur console portable à l'instaurer est la version Game Gear de Sonic 2), mais reste assez rapide. Les niveaux sont différents et même originaux pour certains.
Le jeu est également porté sur les bornes d'arcade Mega Play et Mega-Tech en 1993 qui permettaient de jouer à des jeux Mega Drive dans les salles d'arcade. Néanmoins, les Special Stages sont manquants et la version Mega-Tech contient moins de niveaux.
En 1999, le port MS-DOS a été publié par Virtual Dreams et il comportait 4 niveaux avec 2 boss et ce port n'a pas été publié par Sega.
En 2006, pour les quinze ans de la série, un portage du jeu original sort sur Game Boy Advance. Ce portage est techniquement très inférieur à l'original sur Mega Drive à cause de ses bugs, de sa musique et de sa mauvaise prise en main.
Un portage en Java destiné aux téléphones mobiles a également été réalisé (le jeu original a été coupé en deux jeux) et commercialisé en 2006 par la société Apple. La musique est au format MIDI, tandis qu'aucun effet sonore (SFX) n'est inclus.
Le 16 mai 2013, le jeu sort sur Android et iOS (il s'agit en fait d'une mise à jour sur iOS) et peut se jouer avec 60 images par seconde (tout comme dans les versions américaine et japonaise qui tournaient à 60 Hz).
Deux personnages en plus sont jouables, Tails et Knuckles. La musique du jeu a été remasterisée et un mode Contre-la-montre est disponible.